# Manuel Alegre
Manuel Alegre de Melo Duarte (n. 12 mai 1936, Águeda, Districtul Aveiro, Portugalia) este un poet și politician portughez, membru al Partidului Socialist din Portugalia. În 2006 a fost candidat la alegerile prezidențiale. A candidat din nou în 2011 la alegerile prezidențiale, fiind susținut de Blocul de Stânga și de Partidul Socialist.
În anul 2017 a primit Premiul Camões pentru literatură.